# Phorinia obscurata
Phorinia obscurata är en tvåvingeart som först beskrevs av Robineau-desvoidy 1863.  Phorinia obscurata ingår i släktet Phorinia och familjen parasitflugor.
Artens utbredningsområde är Frankrike. Inga underarter finns listade i Catalogue of Life.